# Panellus aureofactus
Panellus aureofactus är en svampart som beskrevs av E. Horak 1980. Panellus aureofactus ingår i släktet Panellus och familjen Mycenaceae.   Inga underarter finns listade i Catalogue of Life.